# سفارة إيران في كوريا الشمالية
سفارة إيران في كوريا الشمالية هي أرفع تمثيل دبلوماسي لدولة إيران لدى كوريا الشمالية. تقع السفارة في بيونغيانغ وهي تهدف لتعزيز المصالح الإيرانية في كوريا الشمالية.
تتميز السفارة بوجود المسجد الوحيد في كوريا الشمالية، وهو مسجد الرحمن.

## وصلات خارجية
- قائمة سفارات إيران
- قائمة السفارات في كوريا الشمالية